# 北コナウェ県
北コナウェ県（きたコナウェけん、インドネシア語：Kabupaten Konawe Utara、英語：North Konawe Regency）は、インドネシアの南東スラウェシ州東北部に位置する県である。県都はワングドゥ。2007年にコナウェ県より分離された。
主な産業はニッケル鉱山、パーム椰子、プランテーション、真珠養殖など。

## 自治体
2010年の時点で県は7の郡（kecamatan）に分かれており、2010年の調査による人口は以下のようであった
| 名称       | 人口 2010年 |
| ---------- | ----------- |
| Sawa       | 7,105       |
| Lembo      | 4,344       |
| Lasolo     | 10,463      |
| Molawe     | 5,412       |
| Asera      | 13,745      |
| Langgikima | 3,998       |
| Wiwirano   | 6,466       |